# رود غريفين
رود غريفين (18 يونيو 1956 في الولايات المتحدة - ) (بالإنجليزية: Rod Griffin)‏ هو مدرب كرة سلة ولاعب كرة سلة أمريكي في مركز هجوم قوي الجسم. لعب مع فولجور ليبرتاس فورلي.

## وصلات خارجية
- رود غريفين على موقع سبورتس رفرنس (الإنجليزية)
- رود غريفين على موقع كلية كرة السلة في سبورتس رفرنس.كوم (الإنجليزية)
- رود غريفين على موقع ريلجم (الإنجليزية)
- رود غريفين على موقع بروبوليرز (الإنجليزية)